# Орден Священного сокровища
Орден Священного сокровища (яп. 瑞宝章 дзуйхо:сё:) — японский орден, был учреждён императорским эдиктом № 1 от 4 января 1888 года.

## Описание
Знак ордена в центре имеет зеркало из светлого серебра, прикрепленное к медальону темно-синей эмали с внутренним кольцом из бус и внешним кольцом. Медальон обрамлен ожерельем из красных камней, наложенным на четырехконечную звезду, каждый конец которой состоит из пяти лучей белой эмали. Реверс металлический плоский с четырьмя обычными иероглифами надписи «награда ордена Заслуг», расположенными квадратом, с четырьмя головками заклепок и иногда с клеймом монетного двора на нижнем конце.
Орденом Священного сокровища награждаются гражданские лица и военнослужащие, за долгую безупречную службу и выслугу лет, класс ордена зависит от ранга и звания лица и продолжительности службы. Орден также часто использовался для награждения иностранцев за заслуги перед Японией в культурной и общественной жизни. Орден был распространён на женщин императорским эдиктом № 232 от 22 мая 1919 года.
Орден Священного сокровища до 2003 года имел 8 степеней, в 2003 году две младшие степени были упразднены. Данным орденом награждаются лица, оказавшие исключительные услуги Японии. Знак ордена украшен символами зеркала и драгоценных камней, из-за чего его порой называют Орденом Секретного сокровища или Орденом Зеркала и драгоценных камней. Этот орден довольно часто получали и иностранцы — как почетную награду за свой вклад в культурную или общественную жизнь Японии.
Орденом Священного сокровища четвертой третьей степени награждены: профессор Музыкального университета Мусасино Анна Дмитриевна Бубнова-Оно в 1959 году; искусствовед, переводчик японской поэзии Анна Евгеньевна Глускина в 1990 году, поэт, переводчик и исследователь японской классической литературы Вера Николаевна Маркова в 1993 году.

## Иллюстрации

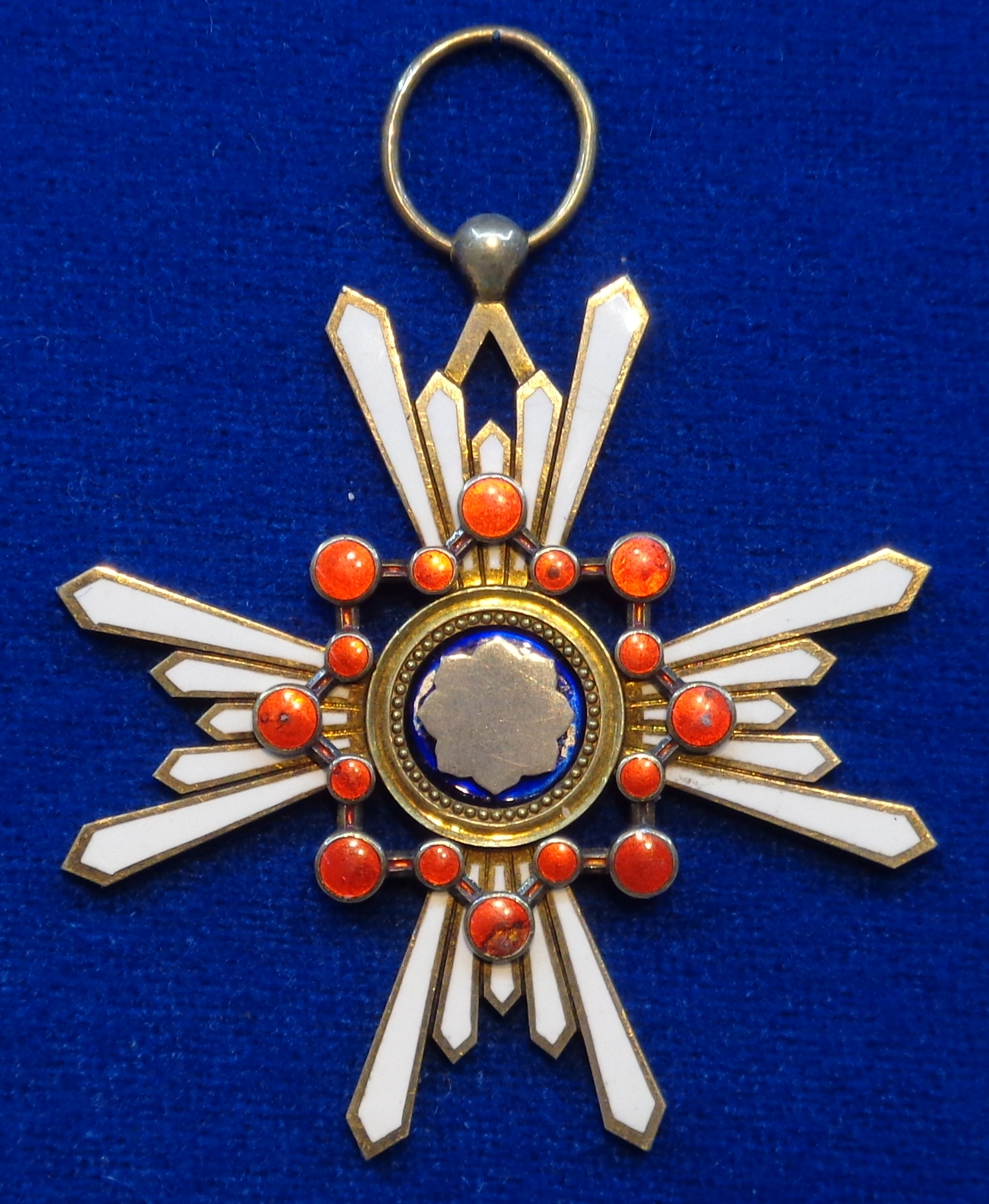
Знак Большой ленты
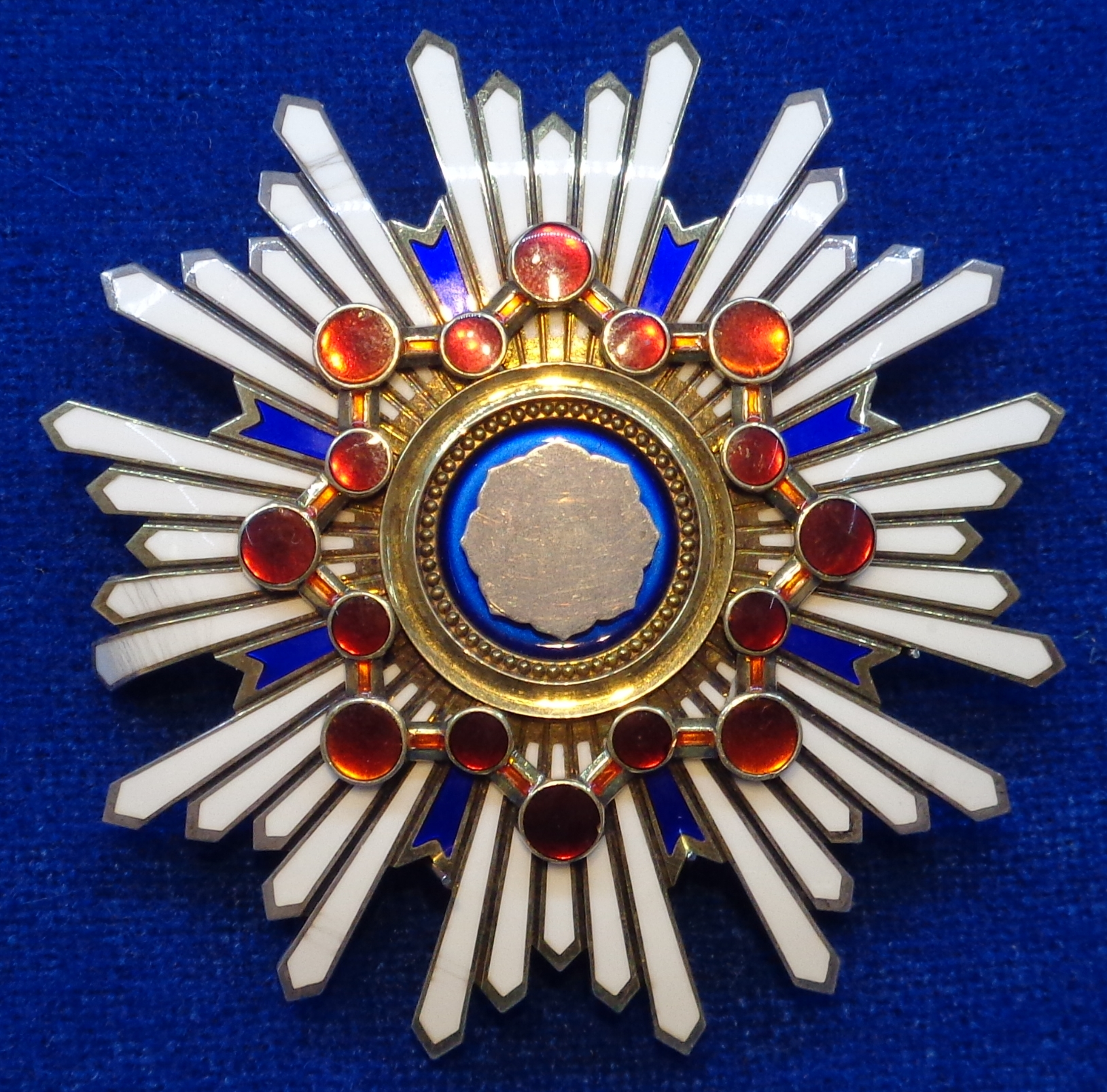
Звезда Большой ленты
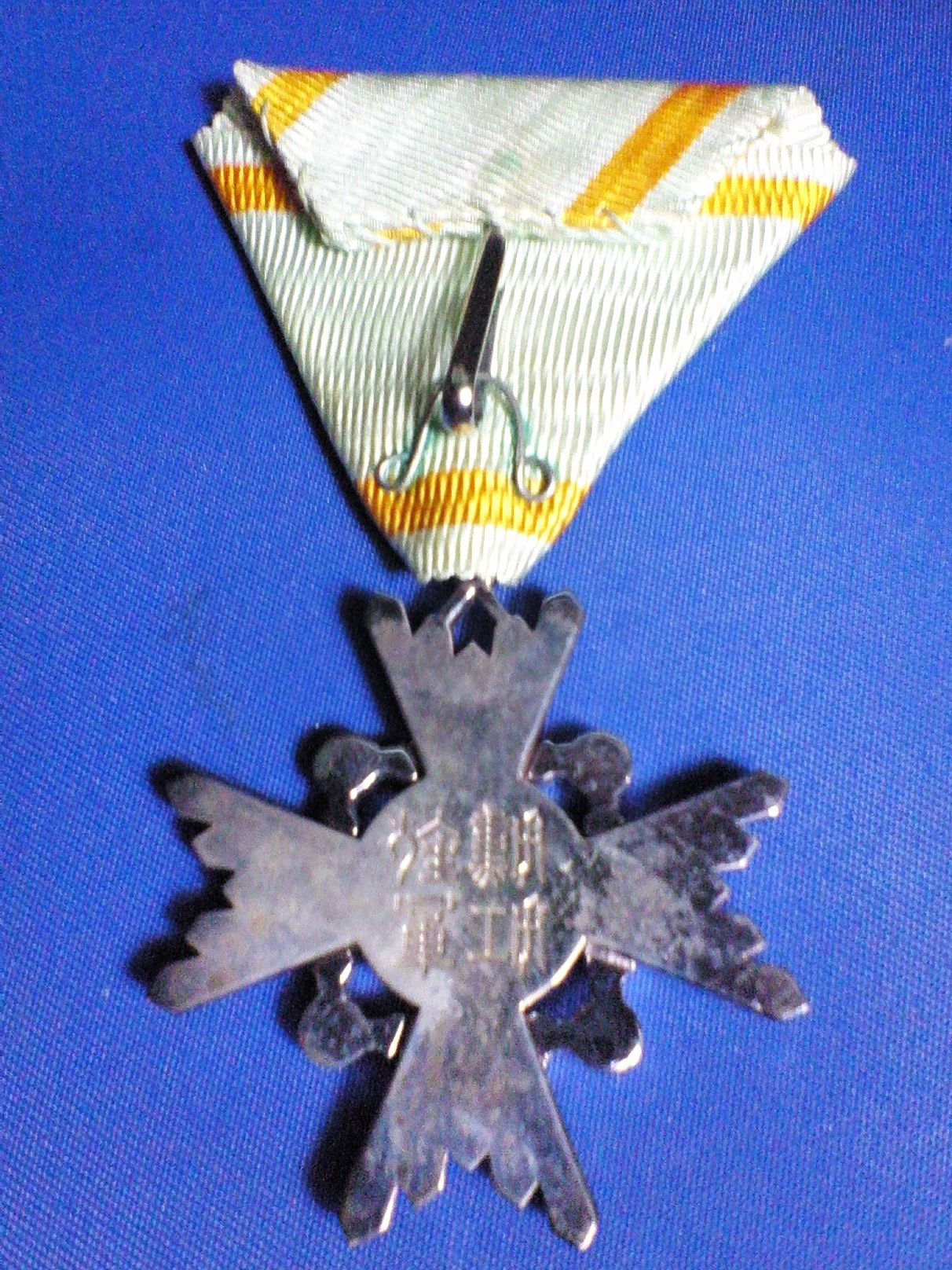
Знак 6-й степени, реверс